# Zanikanje gladomora
Zanikanje gladomora (ukrajinsko заперечення Голодомору, latinizirano: zaperečennja Golodomoru) vključuje trditve, da se gladomor (umetno ustvarjena lakota med 1932–33, ki je v Ukrajini ubila milijone ljudi) ni zgodil ali pa zmanjšujejo njegov obseg in pomen.
Zanikanje gladomora in prikrivanje informacij o njem je bila uradna politika Sovjetske zveze vse od njegovega začetka in do konca 80-ih let 20. stoletja. Sovjetsko zanikanje so razpečevali tudi nekateri zahodni novinarji in intelektualci.
Po Juriju Dobczanskemu je zanikanje gladomora zlahka ločiti od resnega preučevanja, ker »na splošno sestoji iz posebej jedkih protizahodnih in protiukrajinskih tirad« in ga pogosto spremljajo obtožbe o tujem vplivu, simpatizranju z nacizmom ali prikritih motivih. Zgodovinar Robert Conquest je sovjetsko zanikanje gladomora opisal kot prvi opaznejši primer uporabe Hitlerjeve propagandne tehnike velike laži.]

## Sovjetska zveza

### Prikrivanje gladomora
Vodja sovjetske zveze, Mihail Kalinin, se je na zahodne ponudbe o pomoči s hrano odzval tako, da je izpostavil »politične goljufe, ki ponujajo pomoč sestradani Ukrajini«, in komentiral: »Samo najbolj dekadentni razredi so sposobni proizvesti tako cinične elemente.« V intervjuju z Garethom Jonesom marca 1933 je sovjetski zunanji minister Maksim Litvinov izjavil: »No, lakote ni« in nadaljeval: »Morate gledati daljše časovno obdobje. Sedanja lakota je začasna. Pri pisanju knjig moraš imeti daljši pogled. Težko bi ga opisali kot lakoto.«
Po navodilih Litvinova je Boris Skvirski, svetovalec sovjetskega veleposlaništva v ZDA, 3. januarja 1934 kot odgovor na pamflet o lakoti objavil pismo, v katerem je izjavil, da je ideja, da je sovjetska vlada »namerno ubijala prebivalstvo Ukrajine«, »popolnoma groteskna«. Trdil je, da se je ukrajinsko prebivalstvo v preteklih petih letih povečevalo po 2-odstotni letni stopnji in trdil, da je bila stopnja umrljivosti v Ukrajini »najnižja od vseh konstitutivnih republik, ki sestavljajo Sovjetsko zvezo« in da »je bila približno 35 odstotkov nižja od predvojne stopnje umrljivosti v času carizma«.
Omenjanje lakote je bilo kriminalizirano in kaznovano s petletno zaporno kaznijo v delovnih taboriščih sistema Gulag. Za obtoževanje oblasti je bila zagrožena smrtna kazen. William Henry Chamberlin je bil 10 let moskovski dopisnik časopisa The Christian Science Monitor; 1934 je bil premeščen na Daljni vzhod. Ko je zapustil Sovjetsko zvezo, je napisal poročilo o razmerah v Ukrajini in na severnem Kavkazu (Poltava, Bila Cerkva in Kropotkin). Chamberlin je pozneje izdal knjigi o gladomoru; Železna doba Rusije in Ukrajina: potopljeni narod. V Christian Science Monitorju je leta 1934 zapisal, da so bili »dokazi o obsežni lakoti tako prepričljivi, da so jih kmetje tako soglasno potrdili, da tudi najbolj 'trdi' lokalni uradniki niso mogli ničesar zanikati.«

### Poneverbe in prikrivanje dokazov
Pravo število mrtvih v gladomoru je Sovjetska zveza prikrila. Na kijevskem medicinskem inšpektoratu so npr. v enem primeru zabeležili število trupel kot 3997, čeprav jih je bilo v resnici 9.472. Državna politična uprava je bila neposredno vpletena v uničenje rojstnih in mrliških listov in tudi v izmišljevanje lažnih podatkov za prikrivanje podatkov o vzrokih in obsegu smrti v Ukrajini.
Popis prebivalstva januarja 1937, prvi v 11 letih, naj bi odražal dosežke Stalinove vladavine. Statistiki z desetletji izkušenj, ki so zbirali podatke, so bili aretirani in usmrčeni (vključno s tremi zaporednimi vodjami sovjetske centralne statistične uprave). Podatki popisa so bili pol stoletja zaklenjeni v Ruskem državnem arhivu gospodarstva.

### Sovjetska kampanja v osemdesetih letih
Sovjetska zveza je zanikala obstoj lakote vse do njene 50. obletnice leta 1983, ko je svetovna ukrajinska skupnost koordinirala spominske dogodke na lakoto. Ukrajinska diaspora je izvajala velik pritisk na medije in različne vlade, vključno z Združenimi državami in Kanado, da bi Sovjetski zvezi postavili vprašanja o lakoti.
Februarja 1983 je Aleksander Jakovljev, sovjetski veleposlanik v Kanadi, v tajni analizi Nekaj misli o oglaševanju paviljona Ukrajinske SSR na mednarodni razstavi »Človek in svet«, ki je potekala v Kanadi napovedal kampanjo proti gibanju kanadske ukrajinske diaspore, ki je skušala pritegniti mednarodno pozornost na gladomor. Njegov seznam konkretnih predlogov je vključeval »nevtralizacijo sovražnih ideoloških dejanj ukrajinskih buržoaznih nacionalistov«.
Do aprila 1983 je urad sovjetske tiskovne agencije pripravil in razposlal posebno sporočilo za javnost, v katerem je zanikal lakoto leta 1933 v Ukrajini. Sporočilo za javnost je bilo poslano vsem večjim časopisom, radijskim in televizijskim postajam ter univerzam v Kanadi. Poslano je bilo tudi vsem članom kanadskega parlamenta.
5. julija 1983 je sovjetsko veleposlaništvo izdalo uradno protestno izjavo glede načrtovanega odprtja spomenika v spomin na žrtve gladomora v Edmontonu, v kateri je skušalo očrniti otvoritev spomenika.
Oktobra 1983 je Svetovni kongres Ukrajincev poskušal ustanoviti mednarodno sodišče, ki bi razsojalo dejstva v zvezi z gladomorom. Na 4. svetovnem kongresu Ukrajincev, ki je potekal decembra 1983, je bila sprejeta resolucija o ustanovitvi takšnega mednarodnega sodišča.
Nekdanji ukrajinski predsednik Leonid Kravčuk je razkril, da je bil v 80-ih letih odgovoren za boj proti kampanji ukrajinske diaspore za javno izobraževanje o gladomoru. Izjavil je: »V zgodnjih osemdesetih letih se je v zahodnem tisku, ob priložnosti petdesete obletnice ene najgrozljivejših tragedij v zgodovini našega ljudstva, začelo pojavljati veliko publikacij o tem. Zagnal se je protipropagandni stroj in jaz sem bil eno od njegovih koles.«
Prva knjiga o lakoti je bila v Ukrajini izdana šele leta 1989, po velikem pretresu, ki se je zgodil v Komunistični partiji Ukrajine, ko je Volodimir Ivaško zamenjal Volodimirja Ščerbickega in se je vrh partije odločil, da se takšna knjiga lahko izda. Vendar tudi v tej knjigi »najbolj grozljive fotografije niso bile odobrene za tisk, njihovo število pa se je s 1.500 zmanjšalo na okoli 350«.

## Zanikanje zunaj Sovjetske zveze

### Walter Duranty inThe New York Times
Po mnenju Patricka Wrighta, Roberta C. Tuckerja in Eugena Lyonsa, je bil eden prvih zahodnih zanikalcev gladomora Walter Duranty, ki je leta 1932 prejel Pulitzerjevo nagrado za novinarstvo zaradi svojega dela v Sovjetski zvezi o petletkah. Leta 1932 je v The New York Times zapisal, da je »vsako poročilo o lakoti v Rusiji je danes pretiravanje ali zlonamerna propaganda«. Dejal je, da kljub slabi letini in posledičnemu pomanjkanju hrane le-ta ni dosegla ravni lakote in da »dejanskega stradanja ali smrti zaradi lakote ni, je pa razširjena umrljivost od bolezni zaradi podhranjenosti«. Nekateri so oporekali njegovemu razlikovanju med smrtjo zaradi lakote in smrtjo zaradi bolezni, ki jo poslabša podhranjenost.
V svojih poročilih je Duranty vpliv pomanjkanja hrane v Ukrajini prikazoval kot manj pomembnega. V depeši iz Moskve marca 1933 je zapisal »te razmere so slabe, vendar ni lakote« in »ampak - če se izrazim brutalno - ne morete narediti omlete, ne da bi razbili jajca.«
Duranty je tudi obtoževal tiste, ki so pisali o lakoti, češ da so »reakcionarji« in »protiboljševistični propagandisti«. Avgusta 1933 je kardinal Theodor Innitzer z Dunaja pozval k prizadevanjem za pomoč in izjavil, da lakota v Ukrajini terja življenja, »verjetno ... številčna ... na milijone«, tiste, ki so še živi, pa žene v detomor in kanibalizem. The New York Times je 20. avgusta 1933 poročal o Innitzerjevi obtožbi in objavil uradno sovjetsko zanikanje: »v Sovjetski zvezi nimamo niti kanibalov niti kardinalov.« Naslednji dan je Times dodal Durantyjevo lastno zanikanje.
Britanski novinar Malcolm Muggeridge, ki je leta 1932 živel v Sovjetski zvezi kot poročevalec za Manchester Guardian in postal oster protikomunist, je o Durantyju, ki ga je osebno poznal, komentiral, da vztrajno laže. Muggeridge je Durantyja označil za »največjega lažnivca od vseh novinarjev, kar sem jih srečal v 50 letih novinarstva«.
Leta 2003 so Ukrajinsko kanadsko združenje za državljanske svoboščine in njihovi podporniki sprožili mednarodno kampanjo za umik Durantyjeve Pulitzerjeve nagrade. Časopis se ji ni želel odpovedati z argumentom, da je Duranty prejel nagrado za serijo poročil o Sovjetski zvezi, enajst od katerih je bilo objavljenih junija 1931. Leta 1990 je Times objavil uvodnik, v katerem je njegovo delo označil za »nekaterega izmed najslabših poročanj v tem časopisu«.

### Od uglednih obiskovalcev Sovjetske zveze
Ugledni pisatelji iz Irske in Britanije, ki so leta 1934 obiskali Sovjetsko zvezo, kot sta George Bernard Shaw in HG Wells, so prav tako zanikali lakoto v Ukrajini.
Lakoto je tudi zanikal sir John Maynard. Leta 1934 je britansko zunanje ministrstvo v zgornjem domu parlamenta izjavilo, da ni dokazov, ki bi podpirali obtožbe proti sovjetski vladi glede lakote v Ukrajini. Izjava je temeljila na pričevanju Maynarda, ki je Ukrajino obiskal poleti 1933 in zavrnil »zgodbe o lakoti in genocidu, ki so jih širili ukrajinski nacionalisti«.
Med obiskom Ukrajine med 26. avgustom in 9. septembrom 1933 je nekdanji francoski premier Édouard Herriot dejal, da je sovjetska Ukrajina »kot vrt v polnem razcvetu«. Herriot je novinarjem rekel, da v Ukrajini ni bilo lakote, da o njej ni videl nobene sledi in da to kaže na to, da nasprotniki Sovjetske zveze širijo govorice. Rekel je: »Ko nekdo verjame, da Ukrajino uničuje lakota, mi dovolite, da skomignem z rameni.« Pravda je 13. septembra 1933 zapisala, da je Herriot »kategorično nasprotoval lažem buržoaznega tiska v zvezi z lakoto v ZSSR«. Protikomunistični aktivist Harry Lang, ki je trdil, da je istočasno obiskal Ukrajino, je rekel, da je bila Herriotu prikazana skrbno uprizorjena različica Ukrajine, ki je skrivala posledice lakote in revščine.

### Douglas Tottle
V 80ih letih je kanadski sindikalni organizator in novinar Douglas Tottle s pomočjo sovjetskih oblasti napisal knjigo Prevare, lakota in ukrajinski fašizem, v kateri je trdil, da lakota v Ukrajini ni bila genocid.
Leta 1987 je Tottle v Torontu v Kanadi izdal knjigo Fraud, Famine, and Fascism: the Ukrainian Genocide Myth from Hitler to Harvard (Prevare, lakota in fašizem: mit o ukrajinskem genocidu od Hitlerja do Harvarda). Wilfred Szczesny je v recenziji Tottlove knjige v reviji Ukrainian Canadian Magazine, ki jo je izdalo Združenje združenih ukrajinskih Kanadčanov, zapisal: »Člani javnosti, ki želijo vedeti o lakoti, njenem obseg, vzrokih, motivih in tehnikah ter tistih, ki bi iz te tragedije želeli narediti nekaj drugega kot je bila, se bo zdelo Tottlovo delo neprecenljivo.« Zgodovinar Roman Serbyn je odgovoril, da »v dobi glasnosti Szczesny svojim bralcem ne bi mogel narediti večje medvedje usluge«.
Leta 1988 je neprofitni Svetovni kongres svobodnih Ukrajincev organiziral mednarodno preiskovalno komisijo o lakoti v Ukrajini v letih 1932–1933, da bi ugotovila, ali je lakota obstajala in kaj je bil njen vzrok. Tottlova knjiga je bila preučena med zasedanjem komisije v Bruslju, ki je potekalo med 23. in 27. majem 1988 in je vključevalo pričanja različnih izvedencev. Predsednik komisije prof. Jacob Sundberg je trdil, da je Tottle prejel pomoč od sovjetske vlade na podlagi informacij v knjigi, za katere je menil, da niso zlahka dostopne javnosti.

## Sodobno zanikanje

### Rusija
Gladomor je točka sporna med Rusijo in Ukrajino, pa tudi znotraj ukrajinske politike. Glede na javnomnenjske raziskave je Rusija od leta 2000 doživljala porast pro-Stalinskih mnenj, leta 2015 je več kot polovica Rusov na Stalina gledala pozitivno. Od osamosvojitve so ukrajinske vlade sprejele številne zakone, ki obravnavajo gladomor in sovjetsko obdobje.
Do leta 2009 je zanikanje gladomora (spet) postalo del ruske vladne politike in predmet njenih dezinformacijskih operacij.  Ruska vlada lakote ne priznava kot dejanje genocida nad Ukrajinci, temveč jo vidi kot »tragedijo«, ki je prizadela celotno Sovjetsko zvezo. Sedanji ruski predsednik Vladimir Putin zanika, da bi se genocid kdaj zgodil. Takratnega ruski predsednik Dmitrij Medvedjev je leta 2008 v pismu ukrajinskemu predsedniku Viktorju Juščenku trdil, da se »tragični dogodki iz tridesetih let prejšnjega stoletja v Ukrajini uporabljajo za doseganje trenutnih in konformističnih političnih ciljev«.
Ruski publicist Jurij Muhin je izdal knjigo z naslovom Klike gladomora, v kateri je gladomor označil za »rusofobijo« in »adut ukrajinskih nacistov«. Sigizmund Mironin je v knjigi »Gladomor« v Rusiji trdil, da vzrok za lakoto ni bila Stalinova politika, temveč kaos, ki ga je povzročila nova ekonomska politika.
Ruski državni medij Sputnik, je objavil članek, v katerem je zanikal resnost in vzroke lakote v Ukrajini.

### Ukrajina
Leta 2006 je Vseukrajinsko javno združenje inteligenca Ukrajine za socializem izdalo brošuro z naslovom Mit o gladomoru. Pamflet je trdil, da so za ustvarjanje »mita« odgovorni ukrajinski nacionalisti in ameriška vlada. 

## Zakoni proti zanikanju
Zanikanje gladomora je oblika zgodovinskega negacionizma – ponarejanje ali izkrivljanje zgodovinskih zapisov o zločinih proti človečnosti – in kot tak je v nekaterih državah nezakonit. V Ukrajini javno zanikanje gladomora prepoveduje Zakon o gladomoru med 1932 in 1933 v Ukrajini, saj ga priznava kot žalitev spomina na žrtve in ponižanje dostojanstva ukrajinskega ljudstva.
Novembra 2022 je Nemčija gladomor definirala kot genocid in ga hkrati vključila v zakonodajo, ki prepoveduje strinjanje z, zanikanje in trivializacijo vojnih zločinov in genocida.